# Paul Revere
Paul Revere (født 1. januar 1735, død 10. maj 1818) var sølvsmed, patriot og medlem af "the Sons of Liberty". Han deltog den 16. december 1773 i "teselskabet i Boston".
I 1756 var han artilleriløjtnant i kampagnen mod Crown Point og var i flere måneder stationeret i Fort Edward i New York.
Berømt for at ride et vanvittigt ridt med budskabet om englændernes ankomst i den amerikanske uafhængighedskrig.